# Christian Bühler
Christian Bühler (* 24. März 1903 in Tschappina; † 8. November 1997 in Thusis, reformiert, heimatberechtigt in Tschappina) war ein Schweizer Politiker (Demokratische Partei Graubündens).

## Leben
Christian Bühler kam am 24. März 1903 in Tschappina als Sohn des Landwirts Matheus Bühler und der Anna geborene Schuhmacher zur Welt. Nach Absolvierung des Lehrerseminars in Chur war er zwischen 1923 und 1946 als Primarlehrer in Flerden sowie als Landwirt und Viehzüchter tätig.
Christian Bühler, der sich für die Belange der Landwirtschaft einsetzte, präsidierte unter anderem den Bauernverein Heinzenberg, war Vorstandsmitglied des Bündner und Schweizerischen Bauernverbands sowie Gründungsmitglied der Haushaltungsschule in Schiers.
Er war verheiratet mit Margreth geborene Heinz aus Flerden. Christian Bühler verstarb am 8. November 1997 im Alter von 94 Jahren in Thusis.

## Politische Laufbahn
Christian Bühler vertrat die Bündner Demokraten zwischen 1935 und 1939 sowie 1955 und 1965 als Grossrat des Kreises Thusis. Dazu amtierte er von 1939 bis 1941 beziehungsweise 1949 bis 1953 als Gemeindepräsident von Flerden sowie von 1959 bis 1963 als Präsident des Kreises Thusis. Im Nationalrat, dem er zwischen 1959 und 1967 angehörte, galt sein Engagement den Anliegen der Bergbauern.

## Werk
- Aus der Geschichte der freien Walser, 1978

## Weblink
- Roman Bühler: Bühler, Christian. In: Historisches Lexikon der Schweiz.

| Personendaten    | Personendaten                                          |
| ---------------- | ------------------------------------------------------ |
| NAME             | Bühler, Christian                                      |
| KURZBESCHREIBUNG | Schweizer Politiker (Demokratische Partei Graubündens) |
| GEBURTSDATUM     | 24. März 1903                                          |
| GEBURTSORT       | Tschappina                                             |
| STERBEDATUM      | 8. November 1997                                       |
| STERBEORT        | Thusis                                                 |